# Elytraria
Elytraria là chi thực vật có hoa trong họ Acanthaceae.
Các loài trong chi này có xu hướng không có thân.

## Phân bố
Phân bố rộng trong vùng nhiệt đới châu Phi, châu Mỹ, Ấn Độ. Du nhập vào Galápagos, Malaysia, Philippines và Việt Nam.

## Các loài
Các loài được công nhận tại thời điểm năm 2020 bao gồm:
- Elytraria acaulis (L.f.) Lindau, 1897
- Elytraria bissei H.Dietr., 1982
- Elytraria bromoides Oerst., 1855
- Elytraria caroliniensis (J.F.Gmel.) Pers., 1805: Loài điển hình.
- Elytraria cubana Alain, 1956
- Elytraria filicaulis Borhidi & O.Muñiz, 1978
- Elytraria imbricata (Vahl) Pers., 1805: Bản địa nhiệt đới châu Mỹ. Du nhập vào Galápagos, Madagascar, Philippines và Việt Nam.
- Elytraria ivorensis Dokosi, 1971
- Elytraria klugii Leonard, 1938
- Elytraria macrophylla Leonard, 1939
- Elytraria madagascariensis (Benoist) E.Hossain, 1972
- Elytraria marginata Vahl, 1804
- Elytraria maritima J.K.Morton, 1956
- Elytraria mexicana Fryxell & S.D.Koch, 1987
- Elytraria minor Dokosi, 1979
- Elytraria nodosa E.Hossain, 1972
- Elytraria planifolia Leonard, 1938
- Elytraria prolifera Leonard, 1938
- Elytraria shaferi (P.Wilson) Leonard, 1934
- Elytraria spathulifolia Borhidi & O.Muñiz, 1978
- Elytraria tuberosa Leonard, 1934